# Анастасиевское сельское поселение (Краснодарский край)
Анастасиевское сельское поселение — муниципальное образование в составе Славянского района Краснодарского края России. 
В рамках административно-территориального устройства Краснодарского края ему соответствует Анастасиевский сельский округ.
Административный центр — станица Анастасиевская.

## Население
| 2010    | 2012    | 2013    | 2014    | 2015    | 2016    | 2017    |
| ------- | ------- | ------- | ------- | ------- | ------- | ------- |
| 12 351  | ↗12 414 | ↗12 536 | ↗12 583 | ↗12 585 | ↗12 655 | ↗12 725 |
| 2018    | 2019    | 2020    | 2021    | 2023    |         |         |
| ↗12 755 | ↘12 700 | ↗12 790 | ↘12 437 | ↘12 241 |         |         |

По национальному составу наблюдается большое преобладание русских над представителями других национальностей — 12705 человек; затем на втором месте украинцы — 114 человек и на третьем цыгане — 113 человек.
На основе данных за 2007 и 2008 годы можно сделать анализ об изменении национального состава на территории Анастасиевского сельского поселения: количество русского населения немного уменьшилось, за счёт естественной убыли; количество украинцев, армян и азербайджанцев увеличилось в результате миграций из республик бывшего Советского Союза и других регионов России; количество цыган увеличилось в основном из-за  естественного прироста в данной национальной группе.
Если брать распределение населения по населённым пунктам, входящим в состав Анастасиевского сельского поселения, то большинство сосредоточено в станице Анастасиевской — 11151 человек, в хуторе Ханьков проживает — 1558 человек, в хуторе Прикубанском — 335 человек, в хуторе Урма — 67 человек.

## Населённые пункты
В состав сельского поселения (сельского округа) входят 4 населённых пункта:
| № | Населённый пункт | Тип населённого пункта | Население (чел.) |
| - | ---------------- | ---------------------- | ---------------- |
| 1 | Анастасиевская   | станица                | ↗10 664          |
| 2 | Ханьков          | хутор                  | ↘1415            |
| 3 | Прикубанский     | хутор                  | ↘311             |
| 4 | Урма             | хутор                  | ↘56              |